# Brillen-Hasenkänguru

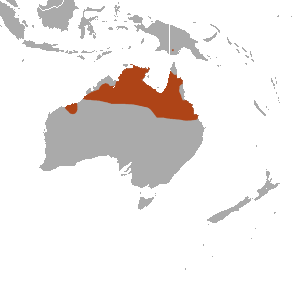
Verbreitungskarte des Brillen-Hasenkängurus

Das Brillen-Hasenkänguru (Lagorchestes conspicillatus) ist eine Beuteltierart aus der Familie der Kängurus (Macropodidae). Es ist von allen Hasenkängurus der häufigste und der am weitesten verbreitete Vertreter.
Der Artzusatz im wissenschaftlichen Namen ist das lateinische Wort conspicillatus (mit Augenring).

## Merkmale
Brillen-Hasenkängurus erreichen eine Kopfrumpflänge von 40 bis 47 Zentimetern, wozu noch ein 37 bis 49 Zentimeter langer Schwanz kommt. Ihr Gewicht beträgt 1,6 bis 4,5 Kilogramm. Ihr langes, dichtes Fell ist an der Oberseite graubraun bis gelbgrau gefärbt, die Unterseite ist heller, meist rötlichweiß. Namensgebendes Merkmal sind die rötlichen Flecken um die Augen, an der Hüfte können sich weißliche Fellzeichnungen befinden. Wie bei den meisten Kängurus sind die Hinterbeine deutlich länger und kräftiger als die Vorderbeine und der Schwanz ist lang und muskulös.

## Verbreitung und Lebensraum
Früher lebten Brillen-Hasenkängurus nahezu in der gesamten Nordhälfte Australiens, heute ist ihr Verbreitungsgebiet verkleinert, wenn auch nicht im gleichen Ausmaß wie bei den anderen Hasenkängurus. Sie finden sich noch im nordöstlichen Western Australia einschließlich der vorgelagerten Barrow Island, im nördlichen Northern Territory sowie im nördlichen Queensland. Es gibt auch unbestätigte Berichte über ein Vorkommen auf Neuguinea. Die Population auf Barrow Island bildet die Unterart Lagorches conspicillatus conspicillatus, die restlichen Tiere die Unterart L. c. leichardti.
Die Tiere bewohnen eine Reihe von Lebensräumen, unter anderem offene Waldgebiete und Buschländer, aber auch trockene, mit Stachelkopfgräsern bewachsene Grasländer.

## Lebensweise
Diese Kängurus sind dämmerungs- und nachtaktiv, tagsüber verstecken sie sich im Pflanzendickicht oder anderen Unterschlupfen. Auf Barrow Island haben die Tiere ein Revier von 8 bis 10 Hektar Größe, in dem sie mehrere Unterschlupfe besitzen. In der Nacht gehen sie auf Nahrungssuche, dabei nehmen sie Blätter und Gräser zu sich. Wie alle Kängurus haben sie einen mehrkammerigen Magen zur besseren Verwertung der schwer verdaulichen Pflanzennahrung. Sie brauchen nicht zu trinken. Üblicherweise leben sie einzelgängerisch, manchmal gehen allerdings bis zu drei Tiere gemeinsam auf Nahrungssuche.
Die Paarung kann das ganze Jahr über erfolgen. Die Jungtiere verbringen ihre ersten fünf Lebensmonate im Beutel der Mutter und sind mit rund einem Jahr selbstständig.

## Gefährdung
Die Gründe für den Rückgang der Brillen-Hasenkängurus sind vielfältig und nicht immer bekannt. Ursachen dürften die Nachstellung durch eingeschleppte Raubtiere wie Füchse und Katzen, die Umwandlung ihres Lebensraums und die Nahrungskonkurrenz durch eingeschleppte Pflanzenfresser und Weidetiere gewesen sein.
Heute ist die Lage unterschiedlich: in manchen Regionen wie dem nördlichen Western Australia sind sie sehr selten, in Queensland wiederum meist noch relativ häufig. Insgesamt listet die IUCN die Art aufgrund des großen Verbreitungsgebietes als nicht gefährdet.
Einziger Halter der europäischen Zoogeschichte war Frankfurt.

## Belege
1. ↑  Conder & Strahan (Hrsg.): Dictionary of Australian and New Guinean Mammals. CSIRO PUBLISHING, 2007, ISBN 978-0-643-10006-0, S. 64 (Lagorchestes conspicillatus).
2. ↑   Zootierliste, abgerufen am 10.06.